# Белозерский 13-й пехотный полк
13-й пехотный Белозерский генерала-фельдмаршала князя Волконского полк — воинская часть Русской императорской армии.
Полковой праздник — 6 декабря.

## Места дислокации
1820 — Вязники Владимирской губернии. Второй батальон полка на поселении в Новгородской губернии. Полк входил в состав 5-й пехотной дивизии.
1870 — Велюнь Калишской губернии.
1897—1914 — Ломжа.

## Формирование и кампании полка
Полк имеет старшинство с 6 декабря 1708 года, когда из гренадерских Шлиссельбургского, Бутырского, Ярославского, Нижегородского, Белгородского, Невского, Ямбургского и Тверского полков был сформирован гренадерский Тейлера полк, названный в 1709 г. гренадерским Лассия.
Во время Северной войны полк принимал участие в боях у Опошни и Полтавой; затем полк участвовал в Прутском походе.
10 мая 1725 года полк переименован в пехотный, с 16 февраля по 6 ноября 1727 года назывался Белозерским. После занятия русскими войсками Риги выполнял роль Рижского гарнизона, а командир полка был комендантом Риги.
Во время царствования императрицы Анны Иоанновны полк в 1733—1736 гг. участвовал в войне за польское наследство, а в 1735—1739 гг. находился в походе против турок.

Мушкетёр Белозерского мушкетёрского полка (1797—1801 гг.)

25 апреля 1762 года полк наименован пехотным генерал-майора Ивана Шпрингера и под этим именем участвовал в Семилетней войне и затем в 1763—1768 гг. в польском походе, в 1768—1774 гг. — в русско-турецкой войне (затем стоял на Кубанской пограничной линии), в 1788—1790 гг. — в русско-шведской войне.
29 ноября 1796 года полк был назван Белозерским мушкетёрским, 2 октября 1798 г. — мушкетёрским генерал-майора Кульнева, 13 мая 1799 года — мушкетёрским генерал-майора Седморацкого, 31 марта 1801 г. — Белозерским мушкетёрским, а 22 февраля 1811 г. — Белозерским пехотным.
С началом Наполеоновских войн Белозерский полк участвовал во многих кампаниях: в 1799 г. был в экспедиции в Голландию; затем участвовал в русско-австро-французской войне и отличился при десанте на Ганновер; в кампании 1806—1807 гг. Белозерцы сражались при Янкове, Прейсиш-Эйлау, Гейльсберге и Фридланде. В 1808—1809 гг. Белозерский полк участвовал в русско-шведской войне (Сражение при Карстуле).
Белозерский полк участвовал в Отечественной войне 1812 г. и был в сражениях при Смоленске, Валутиной горе, Бородине, Тарутине, Малоярославце, Вязьме и Красном.
В Заграничных походах 1813—1814 гг. Белозерский полк сражался при Бауцене, Кацбахе, Лейпциге, при осаде Данцига и Суассона и под Парижем. Запасной батальон Белозерцев был поначалу определён на формирование 31-й пехотной дивизии, но поступил в гарнизон Рижской крепости и в составе отряда генерала Ф. Ф. Левиза участвовал в делах при Гросс-Экау и Даленкирхене. В июле 1812 года был сформирован резервный батальон, определённый на формирование 41-й пехотной дивизии, но затем присоединился к 1-й Западной армии, поступив на укомплектование разных полков.
По окончании Наполеоновских войн полк участвовал в усмирении польского восстания 1830—1831 гг. и за боевые отличия ему пожалованы 6 декабря 1831 года знаки на головные уборы с надписью: «За Варшаву 25 и 26 августа 1831 г.».
28 января 1833 года к полку присоединен Троицкий пехотный полк. С 3 января 1843 г. полк стал называться по имени шефа, князя П. М. Волконского.
Во время Восточной войны полк входил в состав Севастопольского гарнизона и с 5 по 27 августа 1855 г. оборонял Малахов курган. За отличия под Севастополем полк награждён Георгиевским знаменем с надписью: «За Севастополь в 1854 и 1855 гг.».
С 30 августа 1856 по 6 июня 1877 года полк назывался по имени шефа, великого герцога Гессенского Людвига III.
25 марта 1864 года полку присвоен номер 1З-й.
25 марта 1891 года назван 13-м пехотным Белозерским генерал-фельдмаршала графа Ласси полком.
19 марта 1914 года назван 13-м пехотным Белозерским генерал-фельдмаршала князя Волконского полком. Полк — активный участник Первой мировой войны, и, в частности, Журавненской операции 1915 г.

## Возрождение полка в Гражданскую войну

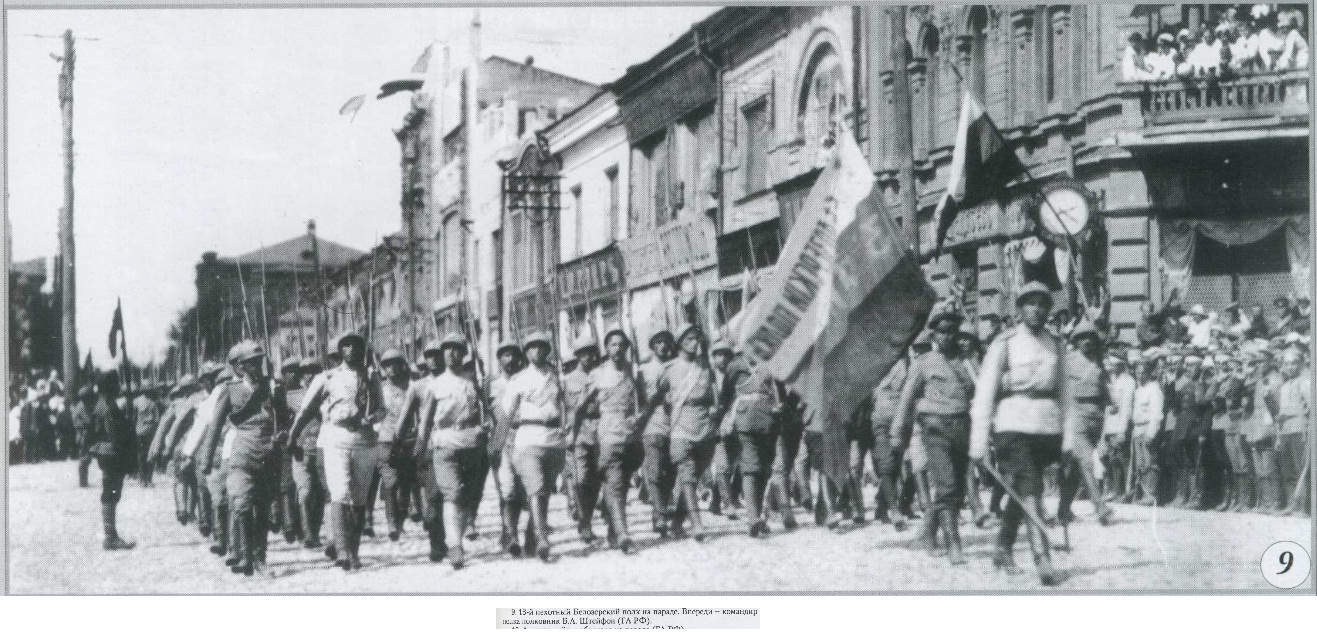
Белозерский полк на параде Добровольческой армии в Харькове. Во главе идет командир полка полковник Б. А. Шейфон. 6 июля (22 июня ст. ст.) 1919 года

Во время гражданской войны во ВСЮР был заново сформирован ряд полков Императорской армии: Самурский, Олонецкий, Архангелогородский, Александрийский, Симферопольский и другие.
13-й пехотный Белозерский полк в составе Добровольческой армии был заново сформирован весной 1919 года полковником Борисом Александровичем Штейфоном. Полк входил в состав 3-й пехотной Дроздовской дивизии, которой командовал генерал Витковский. Полк участвовал в штурме Харькова 11 июня 1919 года. Впоследствии, после участия в наступлении на Белгород и Курск, был переброшен на Киевский фронт под командование генерала Николая Эмильевича Бредова. 23 сентября Белозерский полк взял город Чернигов приступом.
Впоследствии полк участвовал в оборонительных боях на Правобережной Украине. Зимой 1920 года участвовал в Бредовском походе — отступлении из Одессы в Польшу. В Польше был интернирован, впоследствии вернулся в Крым, в Русскую армию генерала Врангеля, откуда был эвакуирован с другими частями армии Врангеля в Константинополь в ноябре 1920 года. Участвовал в Галлиполийском сидении 1920—1923 гг. Позднее был расформирован.

## Знаки отличия полка
- Полковое знамя Георгиевское с надписями «За Севастополь в 1854 и 1855 гг.» и «1708—1908» с Александровской юбилейной лентой; пожаловано 6 декабря 1908 г.
- Знаки на головные уборы с надписью «За Варшаву 25 и 26 Августа 1831 года»; пожалованы 6 декабря 1831 г.

## Эволюция знаков различия

### Офицеры
| Описание              | Знаки различия по состоянию 1864—1874 гг. | Знаки различия по состоянию 1864—1874 гг. | Знаки различия по состоянию 1864—1874 гг. | Знаки различия по состоянию 1864—1874 гг. | Знаки различия по состоянию 1864—1874 гг. | Знаки различия по состоянию 1864—1874 гг. | Знаки различия по состоянию 1864—1874 гг. | Знаки различия по состоянию 1864—1874 гг. |
| --------------------- | ----------------------------------------- | ----------------------------------------- | ----------------------------------------- | ----------------------------------------- | ----------------------------------------- | ----------------------------------------- | ----------------------------------------- | ----------------------------------------- |
| эполеты               |                                           |                                           |                                           |                                           |                                           |                                           |                                           |                                           |
| погоны                |                                           |                                           |                                           |                                           |                                           |                                           |                                           |                                           |
|                       | Знаки различия по состоянию 1874—1904 гг. |                                           |                                           |                                           |                                           |                                           |                                           |                                           |
| эполеты               |                                           |                                           | упразднен в 1884 г.                       |                                           |                                           |                                           |                                           | с 1884 г. только в военное время          |
| погоны                |                                           |                                           |                                           |                                           |                                           |                                           |                                           |                                           |
|                       | Знаки различия по состоянию 1904—1909 гг. |                                           |                                           |                                           |                                           |                                           |                                           |                                           |
| эполеты               |                                           |                                           | yпразднён в 1884 г.                       |                                           |                                           |                                           |                                           | только в военное время                    |
| погоны                |                                           |                                           |                                           |                                           |                                           |                                           |                                           |                                           |
| Классный чин / Звание | Полковник                                 | Подполковник                              | Майор                                     | Капитан                                   | Штабс-капитан                             | Поручик                                   | Подпоручик                                | Прапорщик                                 |
| Группа                | штаб-офицеры                              | штаб-офицеры                              | штаб-офицеры                              | обер-офицеры                              | обер-офицеры                              | обер-офицеры                              | обер-офицеры                              | обер-офицеры                              |

### Унтер-офицеры и рядовые
| Описание              | Знаки различия по состоянию на 1864—1874 гг. | Знаки различия по состоянию на 1864—1874 гг. | Знаки различия по состоянию на 1864—1874 гг. | Знаки различия по состоянию на 1864—1874 гг. | Знаки различия по состоянию на 1864—1874 гг. | Знаки различия по состоянию на 1864—1874 гг. | Знаки различия по состоянию на 1864—1874 гг. |
| --------------------- | -------------------------------------------- | -------------------------------------------- | -------------------------------------------- | -------------------------------------------- | -------------------------------------------- | -------------------------------------------- | -------------------------------------------- |
| погоны                |                                              |                                              |                                              |                                              |                                              |                                              |                                              |
|                       | Знаки различия по состоянию на 1874—1904 гг. |                                              |                                              |                                              |                                              |                                              |                                              |
| погоны                |                                              |                                              |                                              |                                              |                                              |                                              |                                              |
| Описание              | Знаки различия по состоянию на 1904—1909 гг. | Знаки различия по состоянию на 1904—1909 гг. | Знаки различия по состоянию на 1904—1909 гг. | Знаки различия по состоянию на 1904—1909 гг. | Знаки различия по состоянию на 1904—1909 гг. | Знаки различия по состоянию на 1904—1909 гг. | Знаки различия по состоянию на 1904—1909 гг. |
| погоны                |                                              | 1907—1909 гг.                                |                                              |                                              |                                              |                                              |                                              |
| Воинское звание / Чин | Зауряд-прапорщик                             | Подпрапорщик                                 | Фельдфебель                                  | старший унтер-офицер                         | младший унтер-офицер                         | Ефрейтор                                     | Рядовой                                      |
| Группа                | Унтер-офицеры                                | Унтер-офицеры                                | Унтер-офицеры                                | Унтер-офицеры                                | Унтер-офицеры                                | Нижние чины                                  | Нижние чины                                  |

### Другие знаки различия

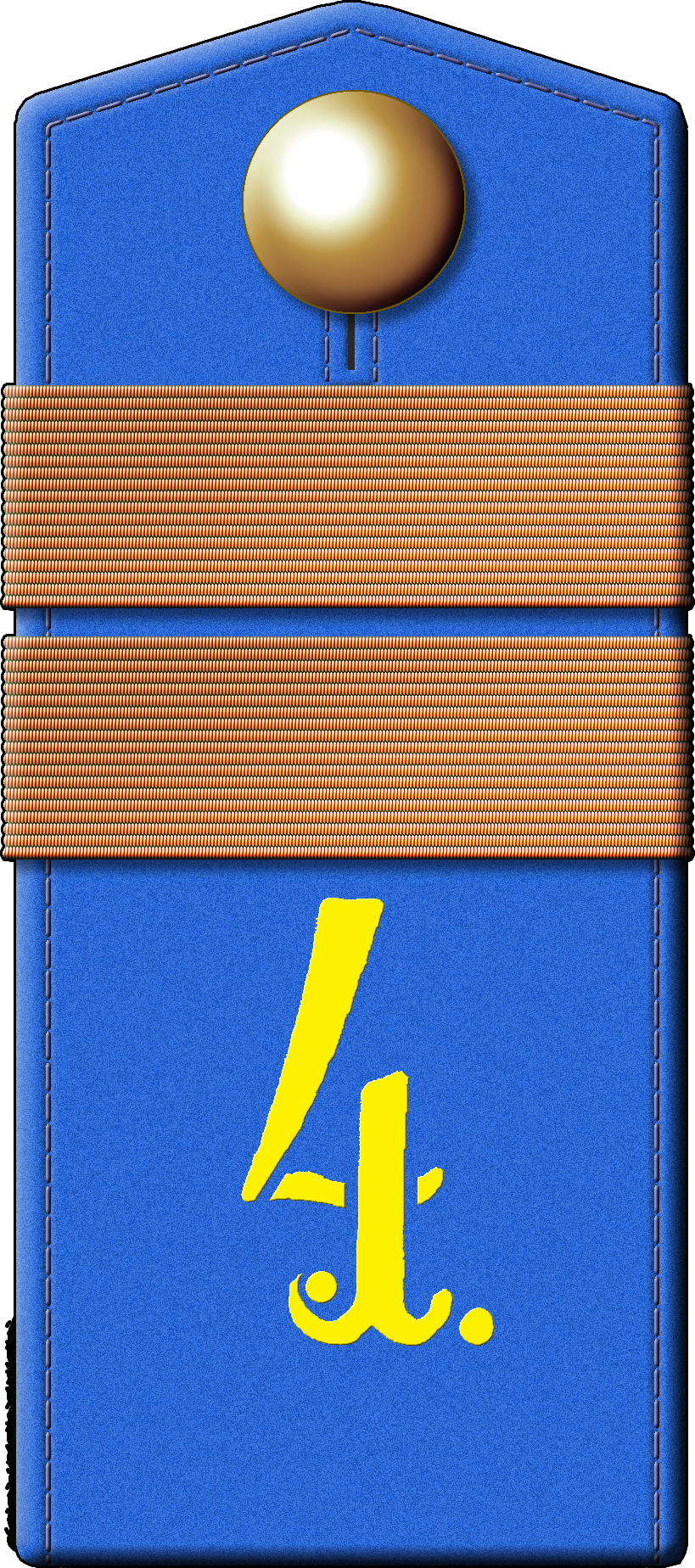
Погон воинского звания (1900—1904 гг.) «Оружейный мастер 1-го разряда»
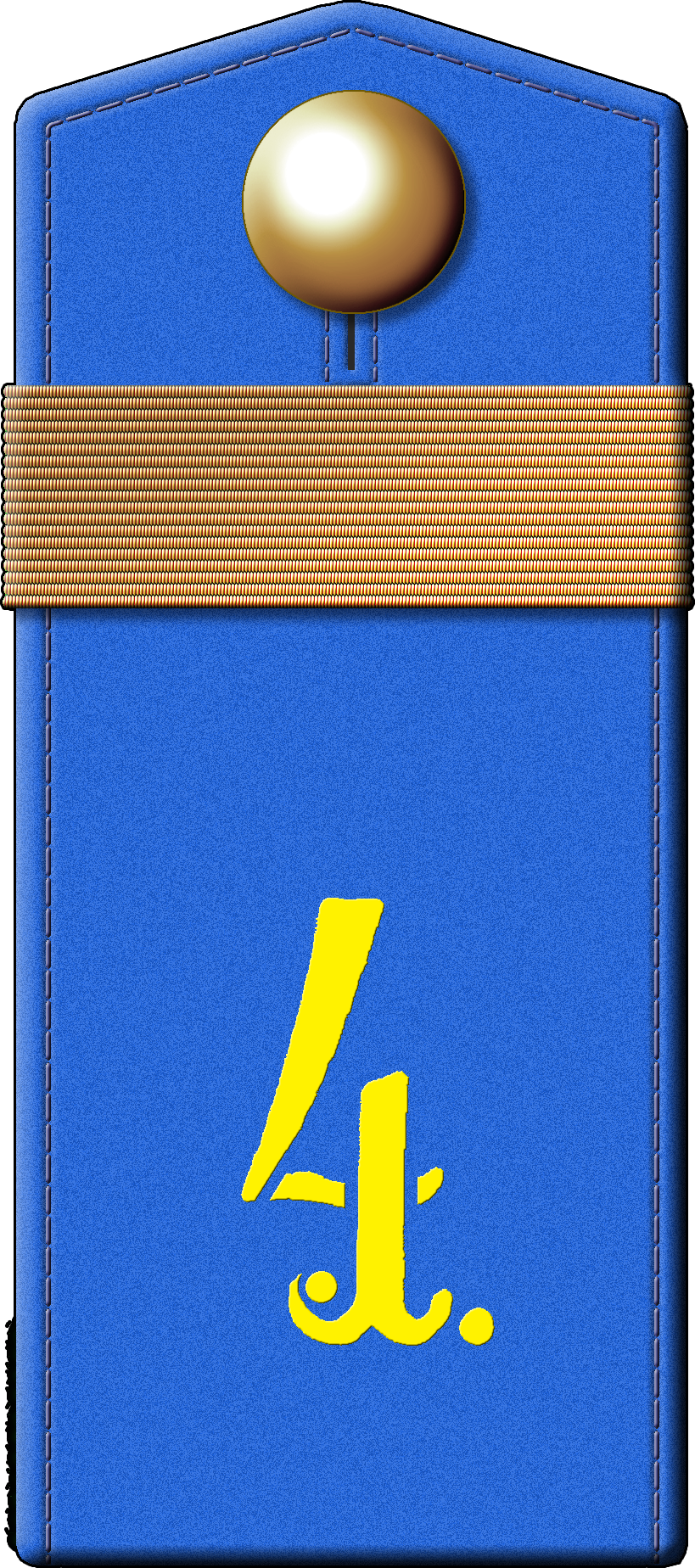
Погон воинского звания (1900—1904 гг.) «Оружейный мастер 2-го разряда»

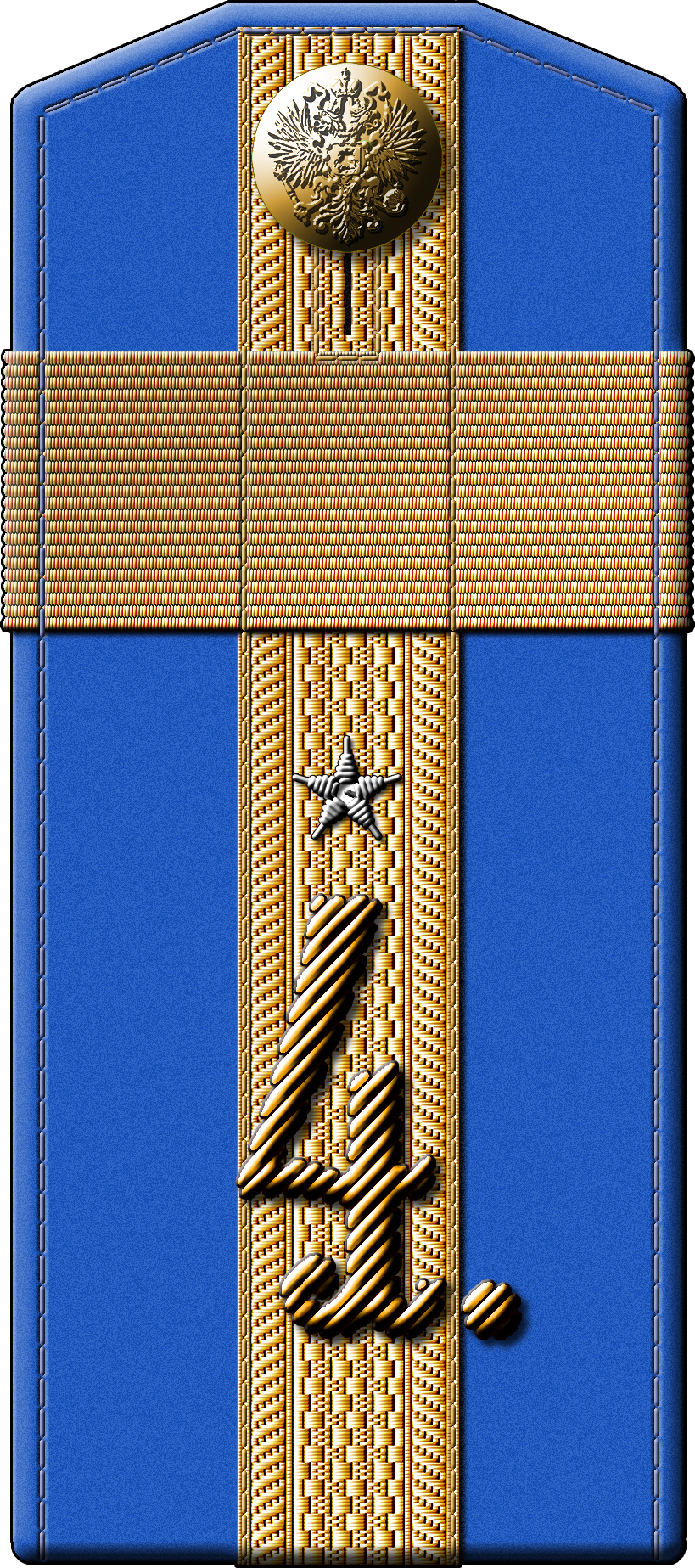
Погон воинского звания (1904—1909 гг.) «Зауряд-прапорщик, в должности фельдфебеля»
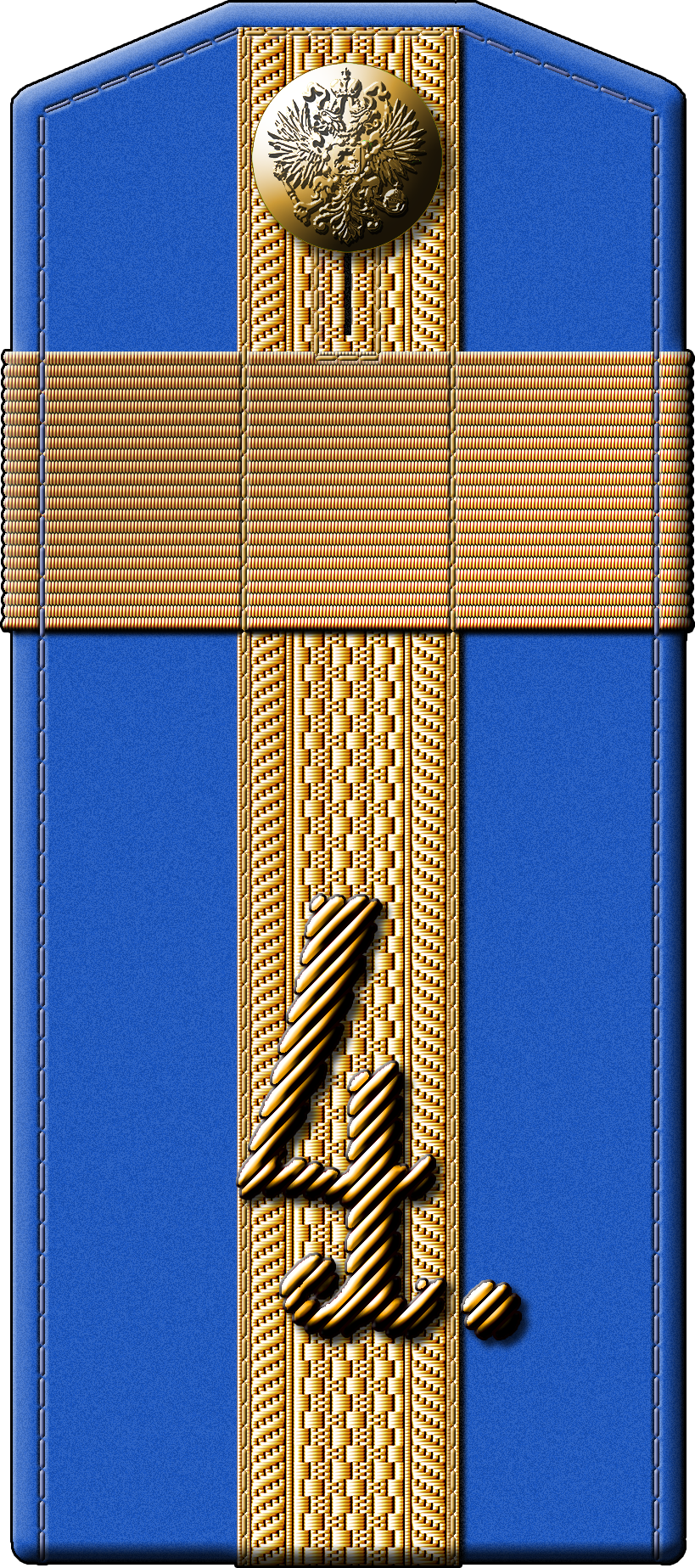
Погон воинского звания (1907—1911 гг.) «Подпрапорщик в должности фельдфебеля»
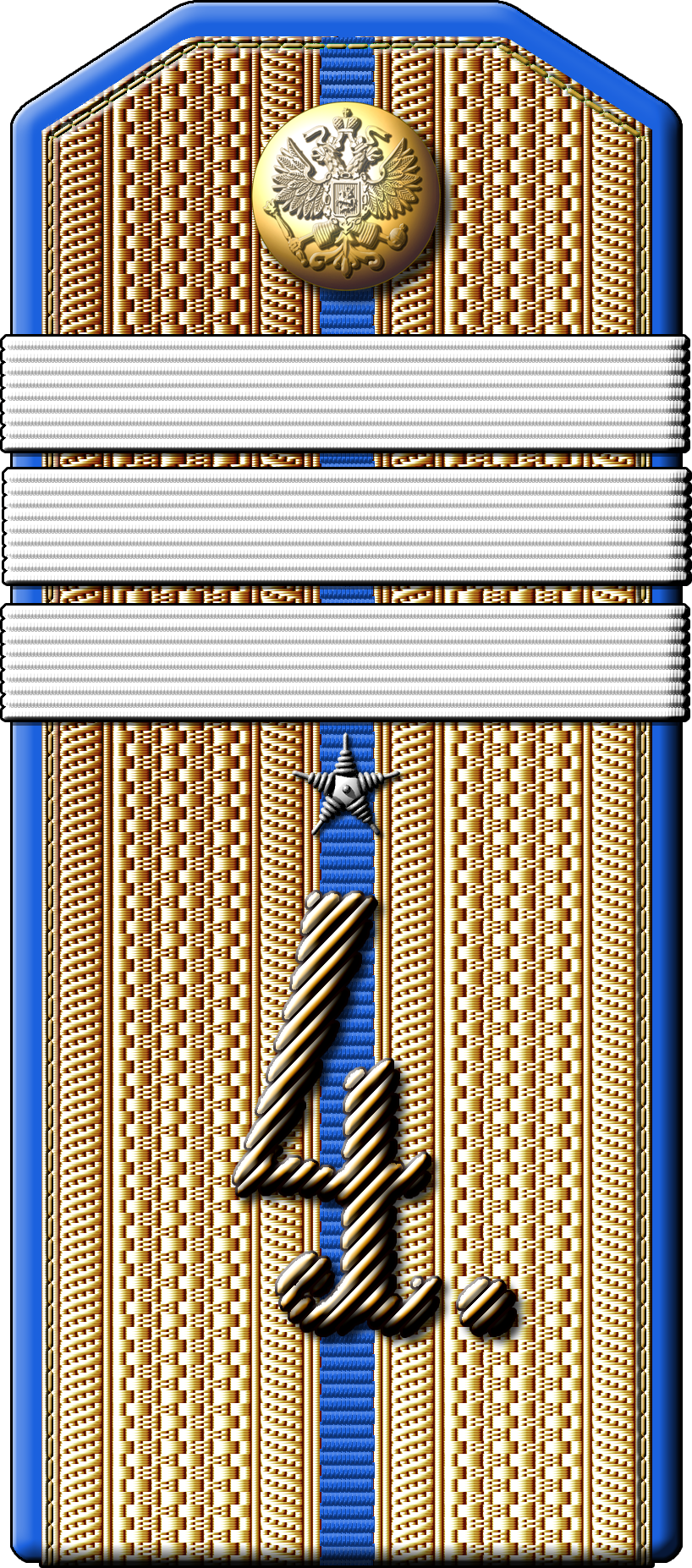
Погон воинского звания (1904—1909 гг.) Зауряд-прапорщик (произведенный из старших унтер-офицеров)
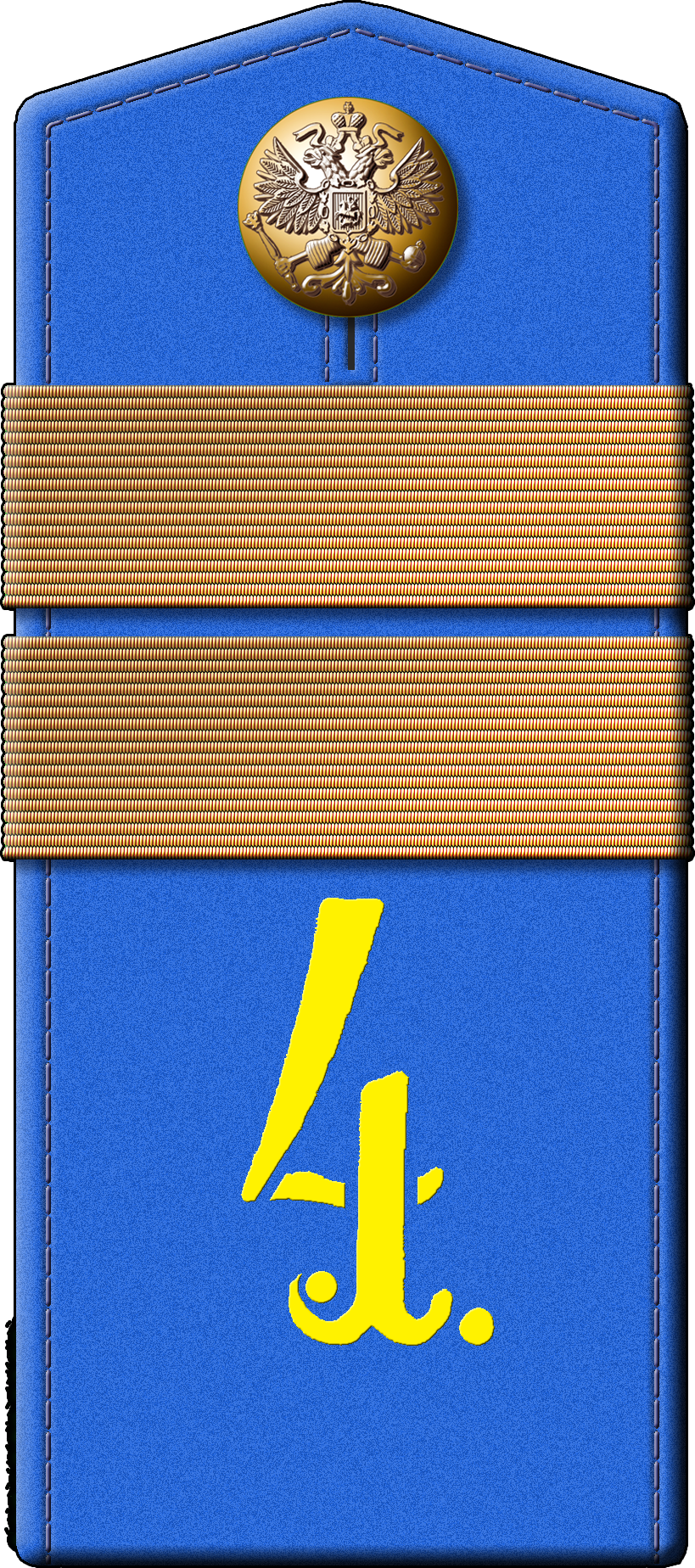
Погон воинского звания (1904—1909 гг.) «Оружейный мастер 1-го разряда»
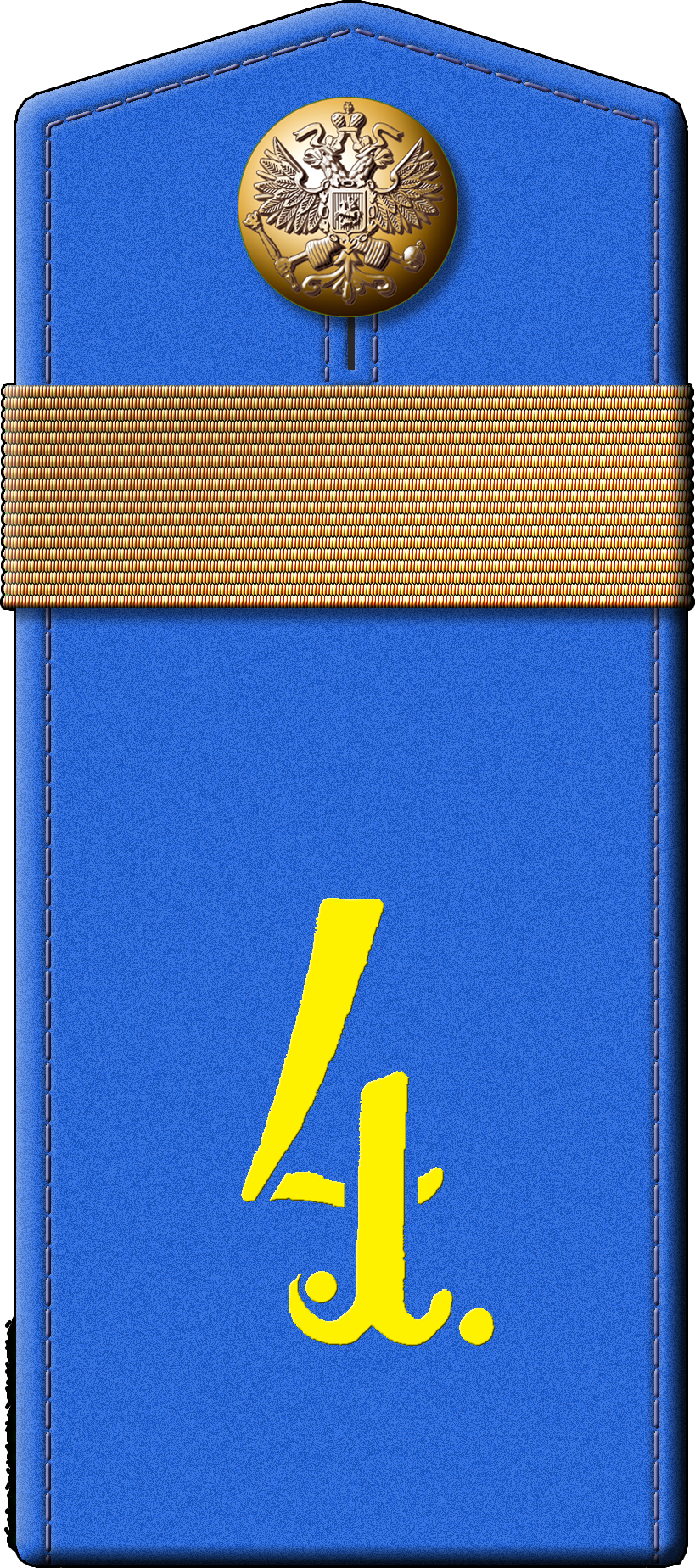
Погон воинского звания (1904—1909 гг.) «Оружейный мастер 2-го разряда»
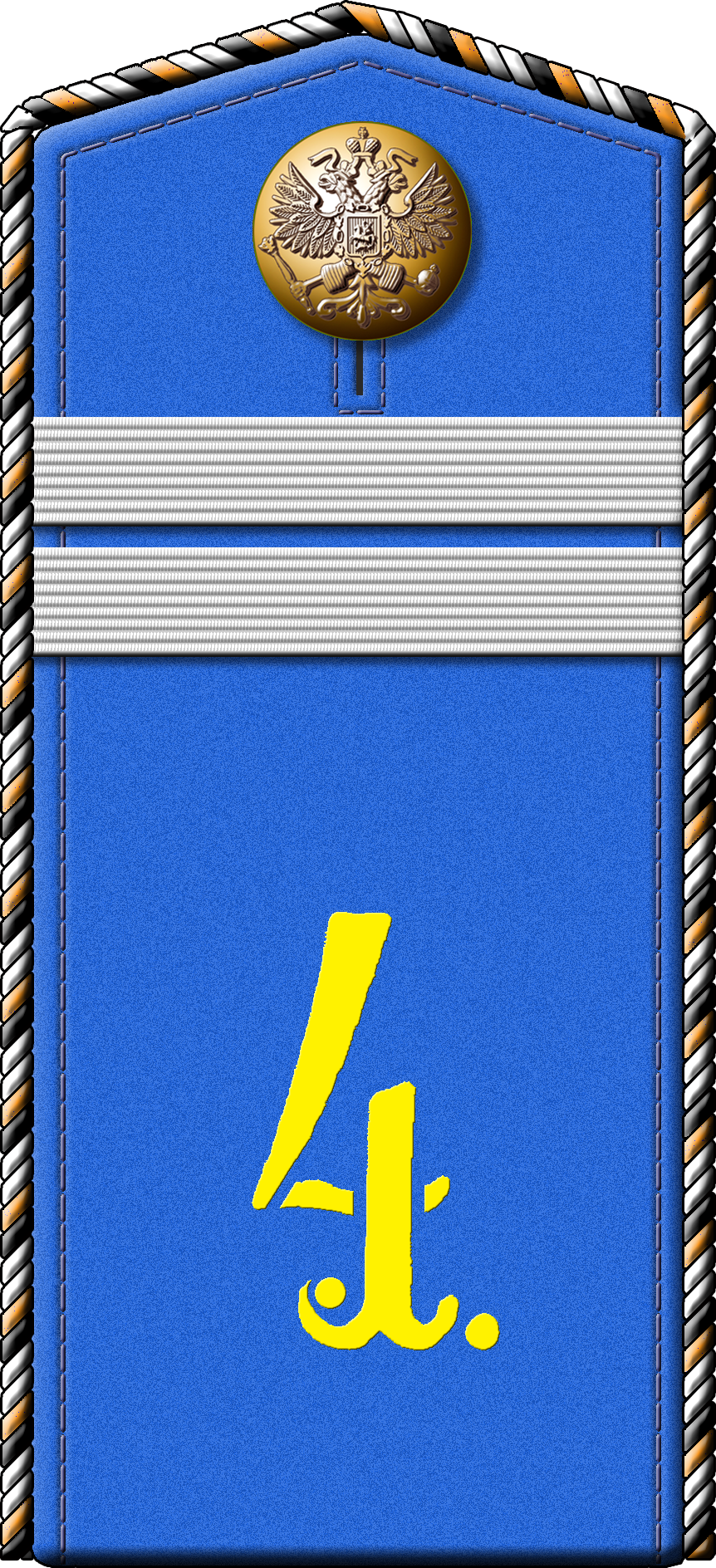
Погон воинского звания (1904—1909 гг.) «Младший унтер-офицер на правах вольноопределяющегося»
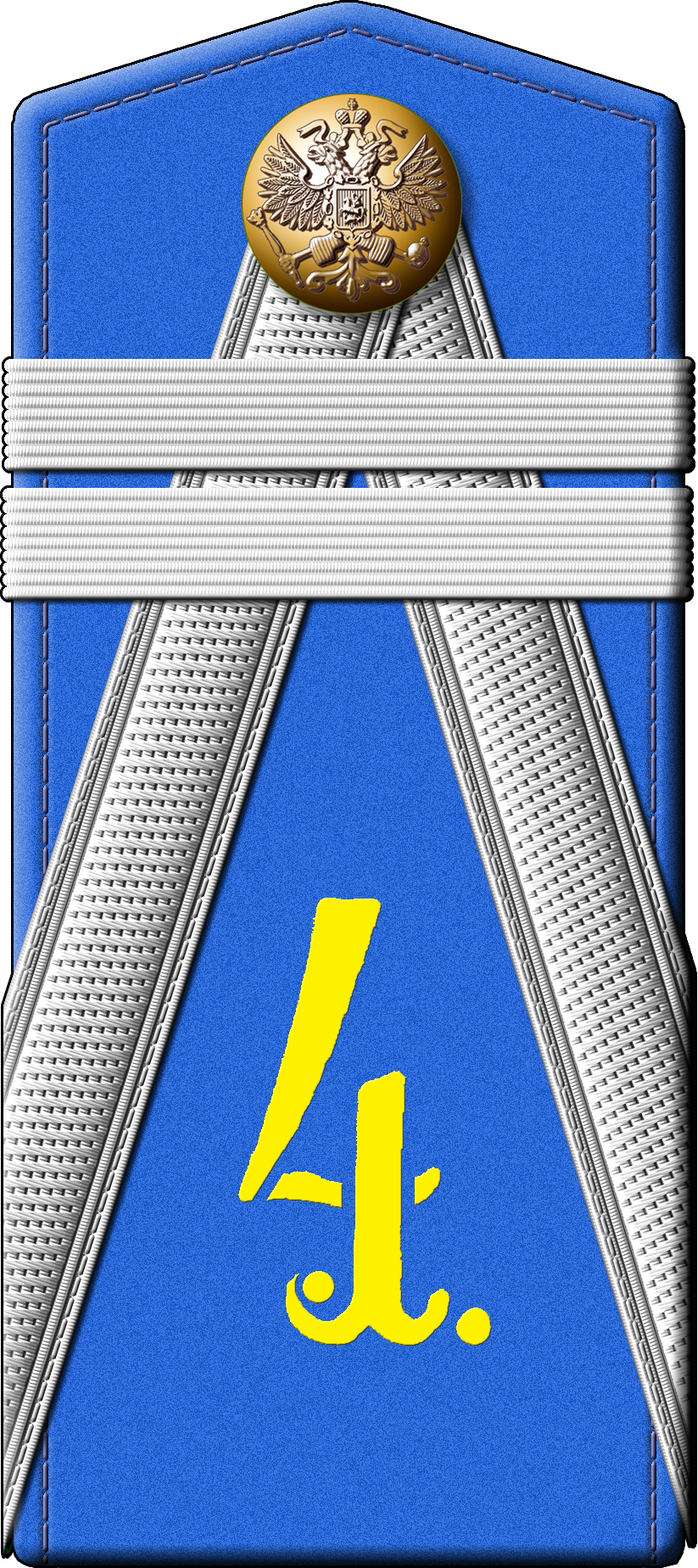
Погон воинского звания (1904—1909 гг.) «Младший унтер-офицер — кандидат на классную должность»

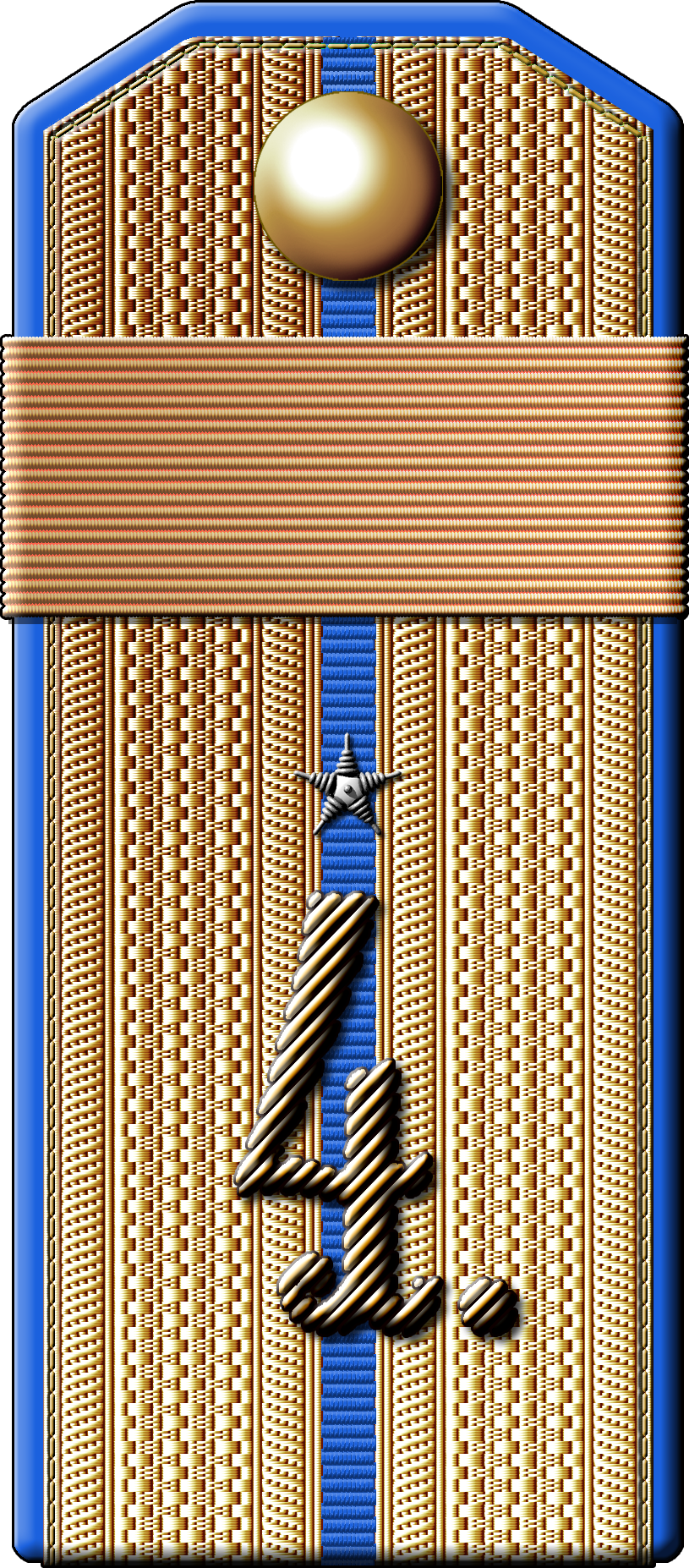
Погон воинского звания (1891—1904 гг.) «Зауряд-прапорщик, произведенный из фельдфебелей»
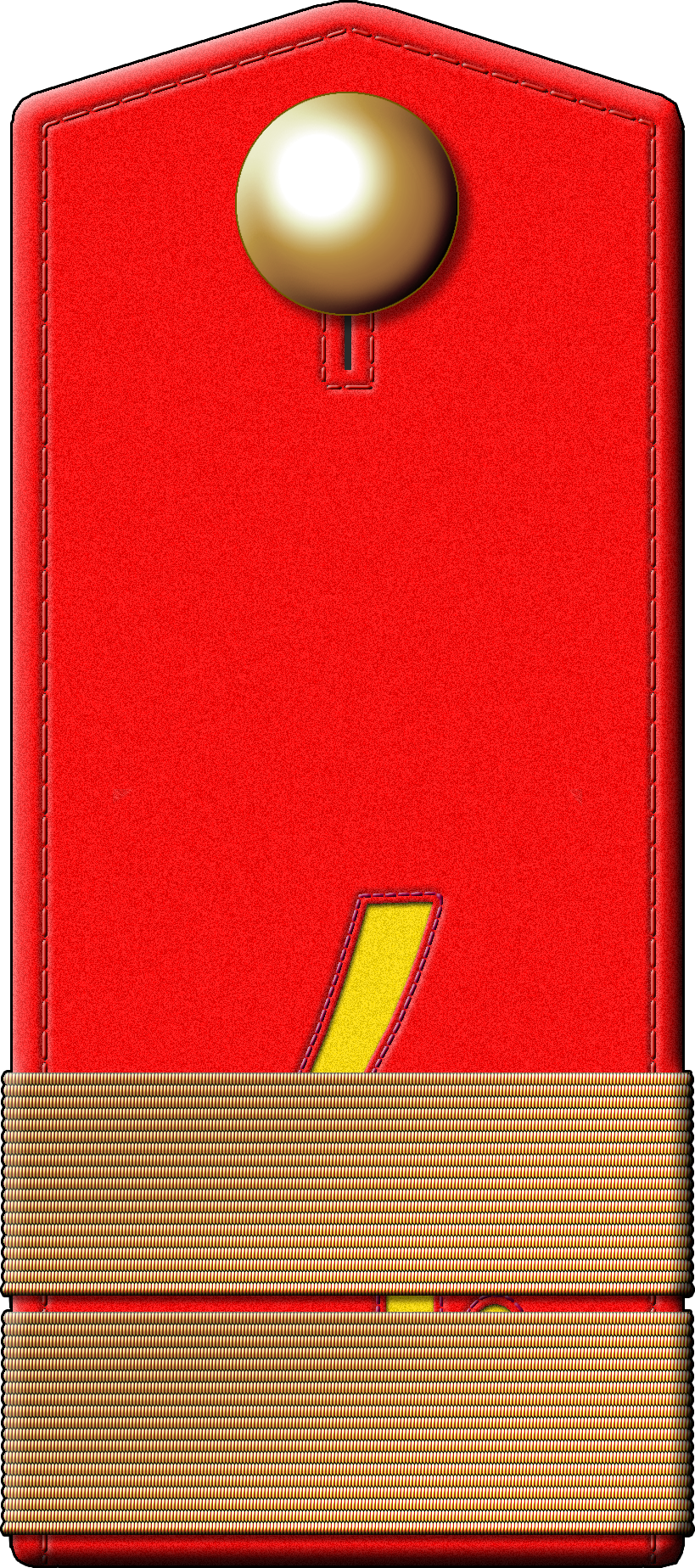
Погон воинского звания (1869—1874 гг.) «Оружейный мастер 1-го разряда»
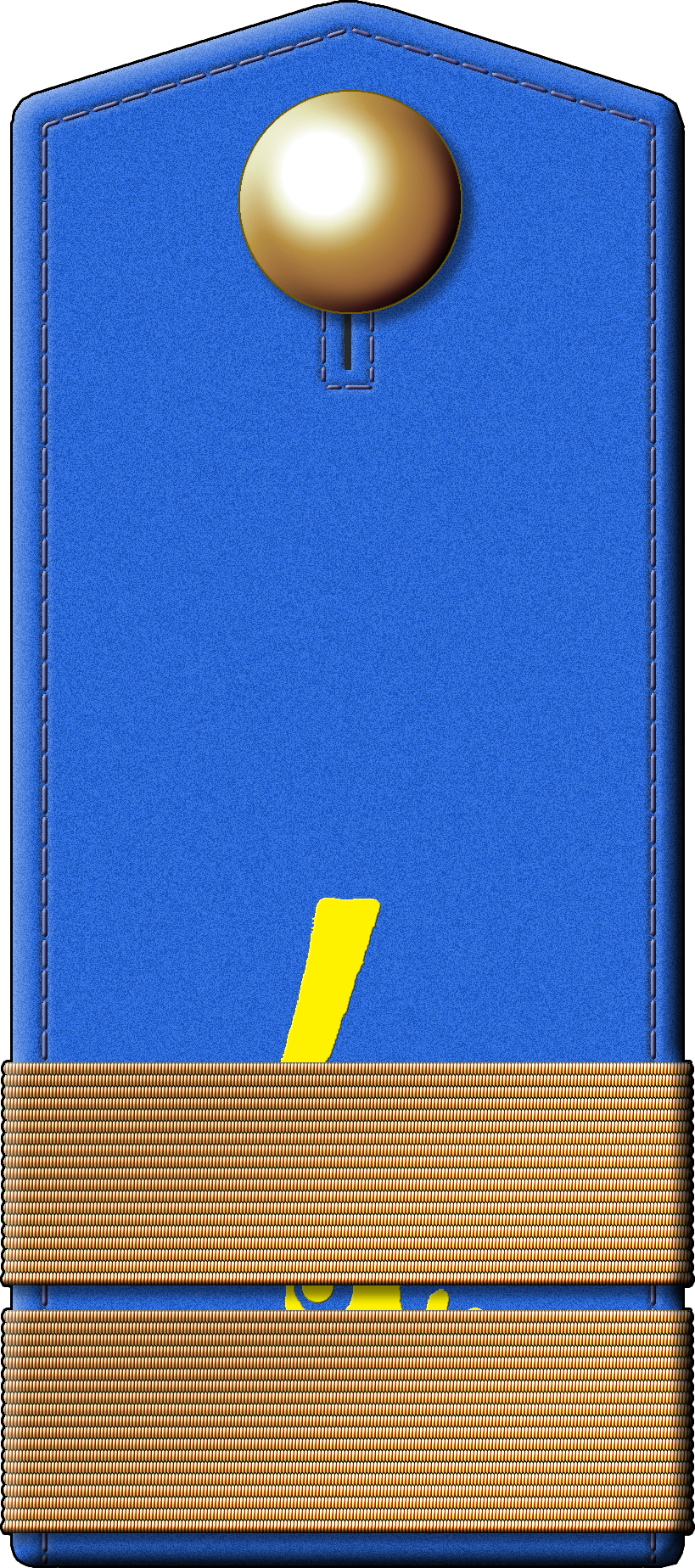
Погон воинского звания (1874—1900 гг.) «Оружейный мастер 1-го разряда»
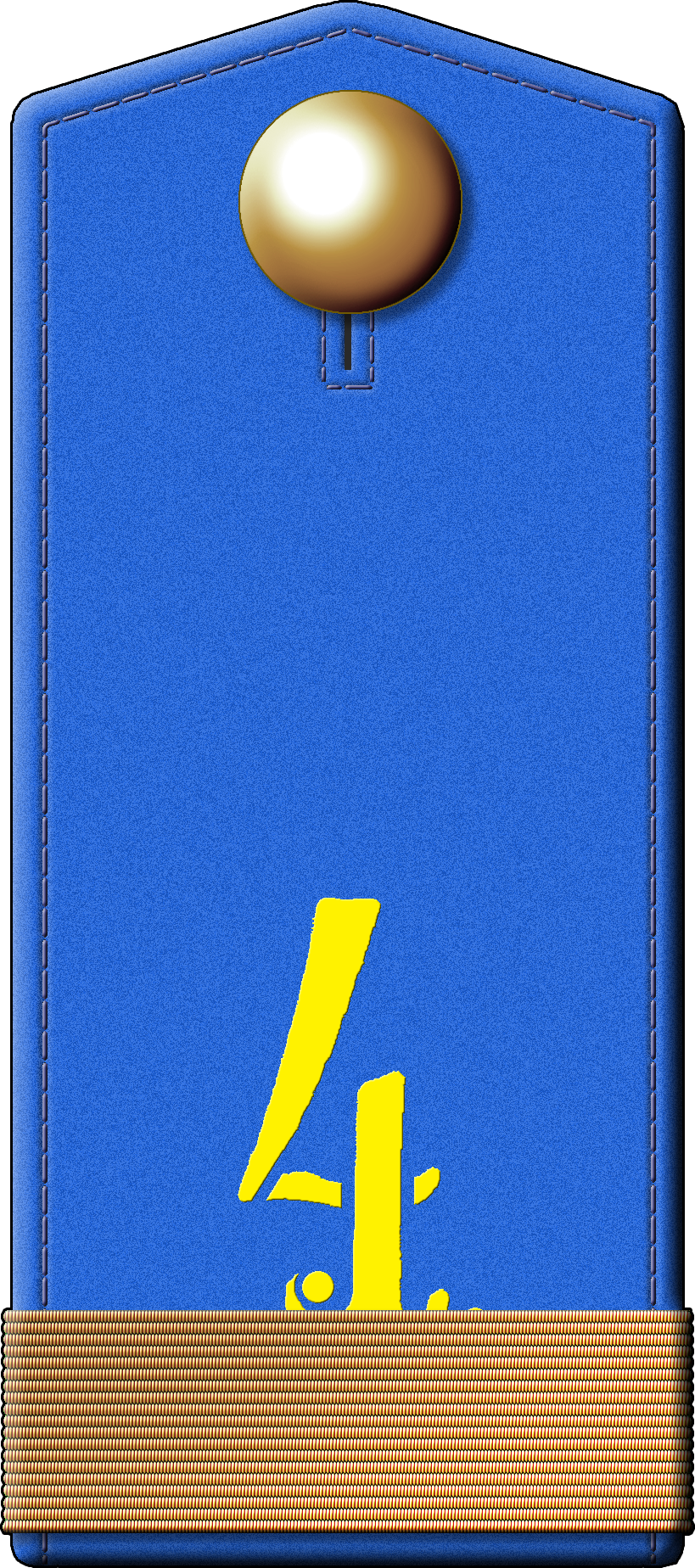
Погон воинского звания (1874—1900 гг.) «Оружейный мастер 2-го разряда»
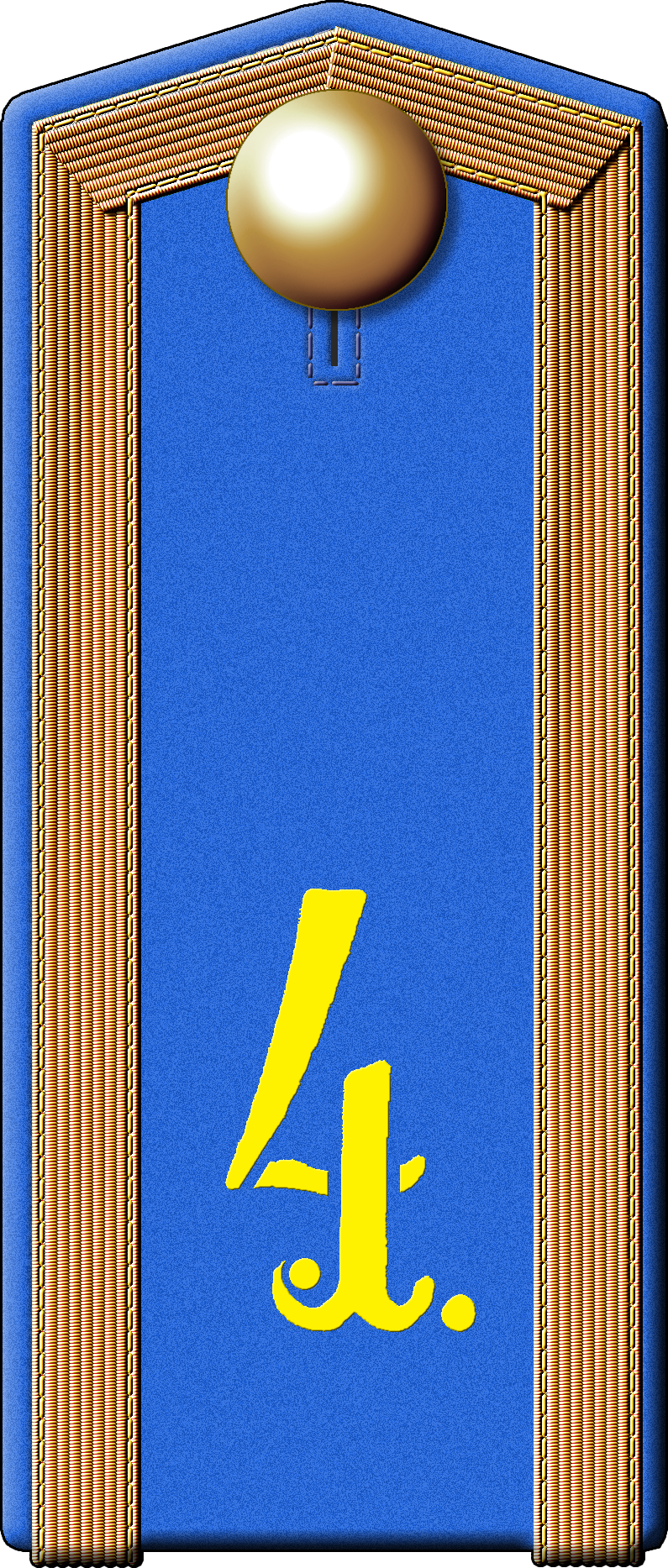
Погон воинского звания (1874—1903 гг.) «Подпрапорщик, выпускник юнкерского училища, ожидающий производства в офицеры» «Юнкер» (с 1886 г.)
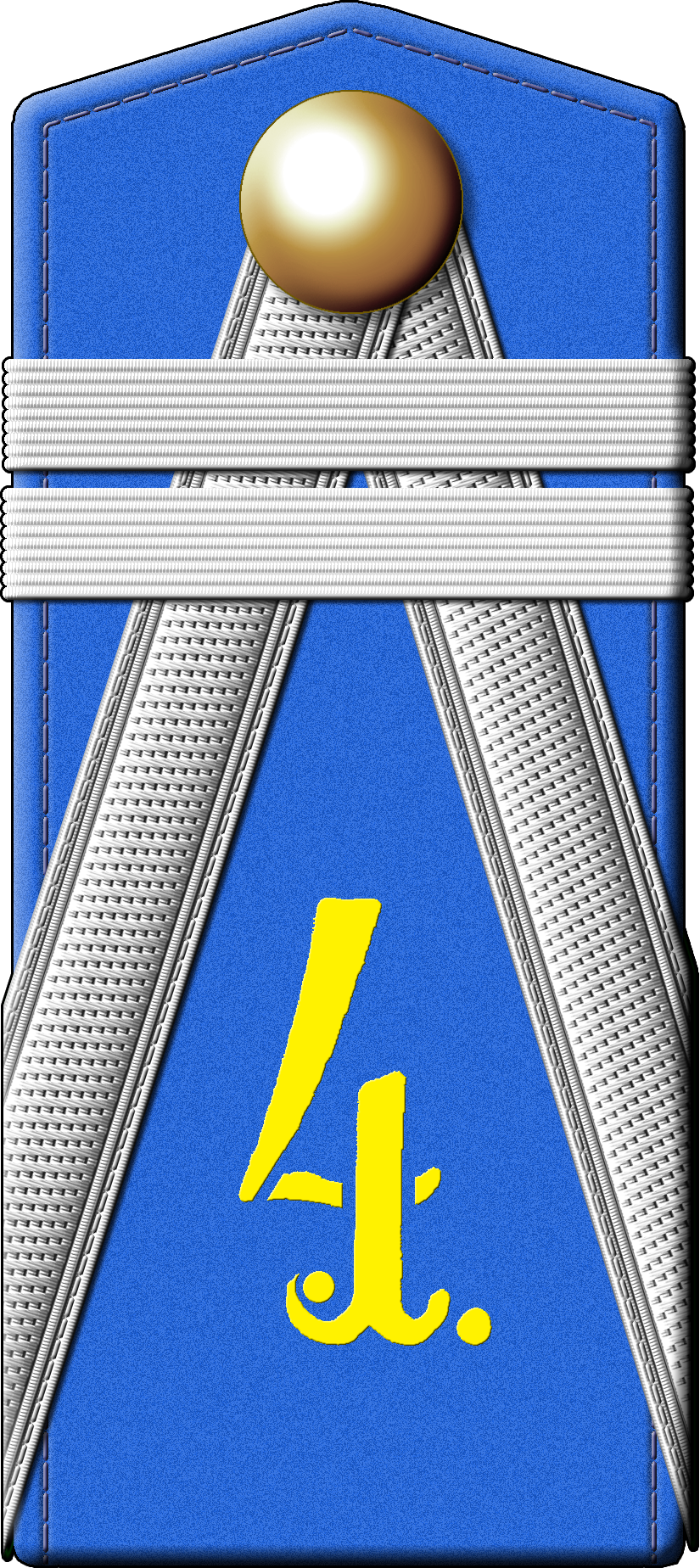
Погон воинского звания (1899—1904 гг.) «Младший унтер-офицер — кандидат на классную должность»
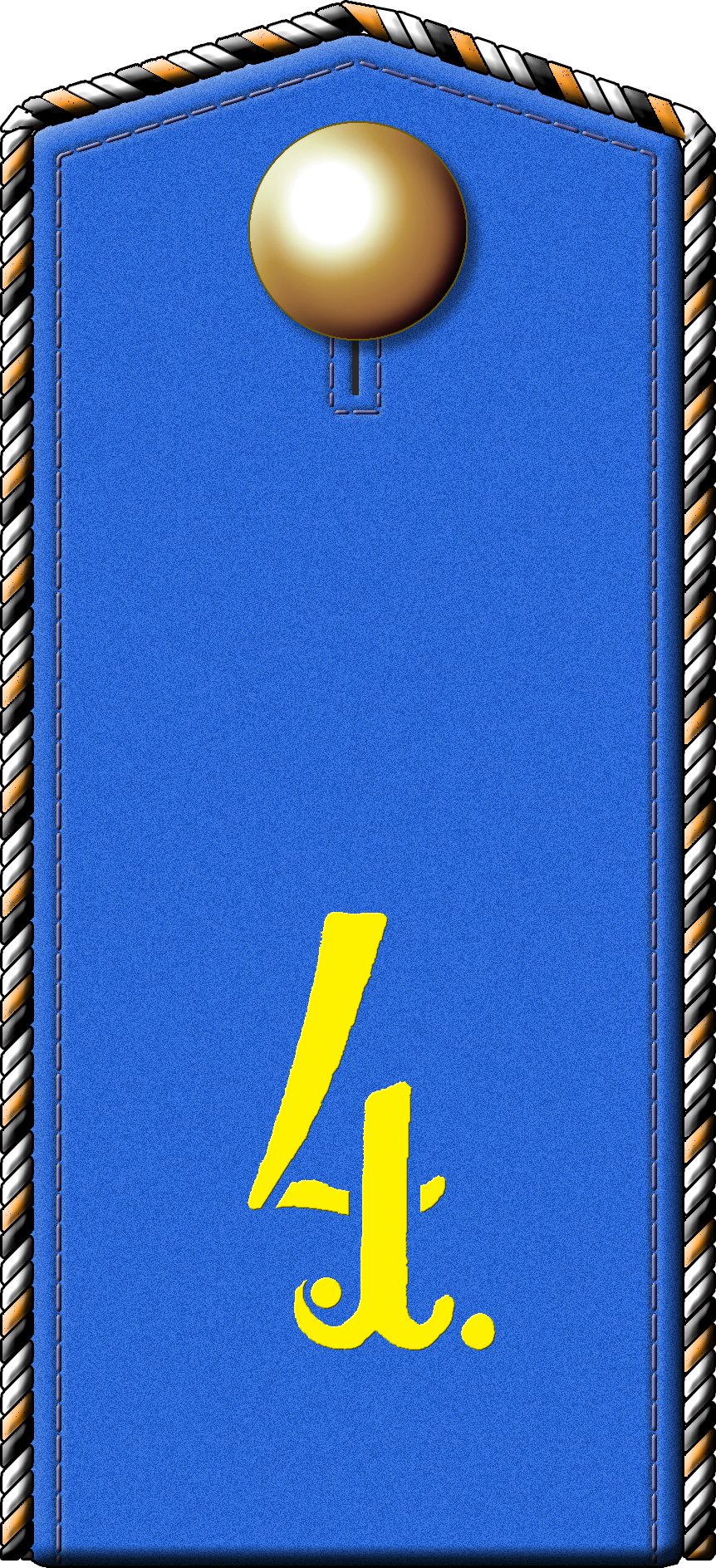
Погон воинского звания (1874—1904 гг.) «Рядовой на правах вольноопределяющегося»

- Погон воинского звания
(1874—1903 гг.)
«Подпрапорщик,
выпускник юнкерского училища,
ожидающий производства в офицеры»
«Юнкер» (с 1886 г.)
- Погон воинского звания
(1899—1904 гг.)
«Младший
унтер-офицер — кандидат
на классную должность»
- Погон воинского звания
(1874—1904 гг.)
«Рядовой на правах
вольноопределяющегося»

- Погон воинского звания
(1900—1904 гг.)
«Оружейный мастер
1-го разряда»
- Погон воинского звания
(1900—1904 гг.)
«Оружейный мастер
2-го разряда»

- Погон воинского звания
(1904—1909 гг.)
«Зауряд-прапорщик,
в должности фельдфебеля»
- Погон воинского звания
(1907—1911 гг.)
«Подпрапорщик
в должности
фельдфебеля»
- Погон воинского звания
(1904—1909 гг.)
Зауряд-прапорщик (произведенный из
старших унтер-офицеров)
- Погон воинского звания
(1904—1909 гг.)
«Оружейный мастер
1-го разряда»
- Погон воинского звания
(1904—1909 гг.)
«Оружейный мастер
2-го разряда»
- Погон воинского звания
(1904—1909 гг.)
«Младший
унтер-офицер на правах
вольноопределяющегося»
- Погон воинского звания
(1904—1909 гг.)
«Младший
унтер-офицер — кандидат
на классную должность»

## Командиры полка
- хх.хх.1708 — хх.хх.1709 — полковник Тейлер
- хх.хх.1758 — хх.хх.1763 — полковник барон Шульц
- хх.хх.1763 — 01.01.1770 — полковник Вейсман фон Вейсенштейн, Отто Адольф
- 01.01.1770 — 22.09.1778 — полковник (с 22.09.1775 бригадир) Ушаков, Лука Фёдорович
- 22.09.1778 — 21.04.1787 — полковник (с 1785 бригадир) Боувер, Иван Васильевич
- 21.04.1787 — 01.01.1793 — полковник Плохово, Иван Алексеевич[6]
- 13.10.1794 — 04.10.1797 — полковник Тучков, Николай Алексеевич
- 10.07.1798 — 13.02.1800 — подполковник (с 28.10.1798 полковник) Сербин, Николай Степанович
- 10.07.1800 — 27.04.1801 — майор (с 02.10.1800 подполковник) Гордеев, Афанасий Демидович
- 27.04.1801 — 30.11.1803 — подполковник (с 16.05.1803 полковник) граф Головин, Иван Сергеевич
- 10.12.1803 — 04.12.1807 — подполковник (с 23.04.1806 полковник) Гордеев, Афанасий Демидович
- 15.02.1808 — 28.10.1810 — майор (с 12.12.1808 подполковник) Алексеев, Василий Павлович
- 28.10.1810 — 04.12.1811 — полковник Чубаров
- 16.04.1812 — 29.08.1814 — подполковник (с 21.11.1812 полковник, с 18.07.1813 генерал-майор) Керн, Ермолай Фёдорович
- 29.08.1814 — 10.02.1815 — полковник Трухачев, Сергей Митрофанович
- 01.06.1815 — 23.02.1822 — полковник Кузьмин, Степан Иванович
- 18.04.1822 — 25.08.1831[7] — подполковник (с 12.12.1824 полковник) Хлуденев, Иван Гурьянович
- 21.09.1831 — 17.02.1835 — подполковник (с 18.10.1831 полковник) Бужинский, Иосиф Романович
- 17.02.1835 — 21.03.1843 — полковник (с 16.04.1841 генерал-майор) Шепелев, Александр Иванович
- 26.03.1843 — 08.02.1849 — полковник Бренштейн, Василий Иванович
- 08.02.1849 — 15.03.1854 — полковник (с 26.11.1852 генерал-майор) Шефлер, Михаил Евстафьевич
- 15.03.1854 — 16.01.1860 — полковник Исупов, Михаил Саввич
- 16.01.1860 — 30.08.1863 — полковник Померанцев, Всеволод Павлович
- 30.08.1863 — 20.04.1869 — полковник Желтухин, Василий Романович
- 20.04.1869 — 10.09.1877 — полковник Снарский, Александр Францевич
- 10.09.1877 — 12.03.1881 — полковник Гильберт, Карл Фёдорович
- 12.03.1881 — 31.07.1889 — полковник Иванов, Владимир Аполлонович
- 16.08.1889 — 14.01.1898 — полковник Ямщиков, Александр Александрович
- 04.02.1898 — 10.03.1898 — полковник Дмитриев, Михаил Иванович
- 10.03.1898 — 13.01.1900 — полковник Трилицкий, Михаил Яковлевич
- 24.02.1900 — 16.03.1903 — полковник Заковенкин, Павел Тимофеевич
- 31.03.1903 — 28.12.1904 — полковник Бачевский, Константин Иванович
- 23.01.1905 — 11.09.1909 — полковник Богданович, Сергей Александрович
- 03.10.1909 — 26.06.1910 — полковник Жеглинский, Константин Александрович
- 26.06.1910 — 27.01.1915 — полковник Дженеев, Дмитрий Дмитриевич
- 27.01.1915 — 17.03.1917 — полковник (с 09.02.1917 генерал-майор) Будянский, Дмитрий Аристархович
- 31.03.1917 — 28.04.1917 — полковник Станишевский, Лев Александрович
- 28.04.1917 — хх.хх.хххх — полковник (с 18.06.1917 генерал-майор) Поджио, Александр Михайлович
- В составе ВСЮР: хх.07.1919 — хх.09.1919 — полковник Штейфон, Борис Александрович

## Шефы полка
- 03.12.1796 — 10.04.1797 — генерал-лейтенант князь Долгоруков, Василий Васильевич
- 10.04.1797 — 30.04.1799 — генерал-майор (с 30.09.1798 генерал-лейтенант) Буткевич, Александр Дмитриевич
- 30.04.1799 — 13.05.1799 — генерал-майор Кульнев, Иван Петрович
- 13.05.1799 — 14.04.1807 — генерал-майор Седморацкий, Александр Карлович
- 20.04.1807 — 01.09.1814 — генерал-лейтенант (с 30.08.1814 генерал от инфантерии) князь Горчаков, Алексей Иванович
- 03.01.1843 — 06.12.1850 — генерал от инфантерии (с 6.12.1850 г. — генерал-фельдмаршал) светлейший князь Волконский, Пётр Михайлович
- 30.08.1856 — 06.06.1877 — великий герцог Гессенский Людвиг III

## Известные люди, служившие в полку

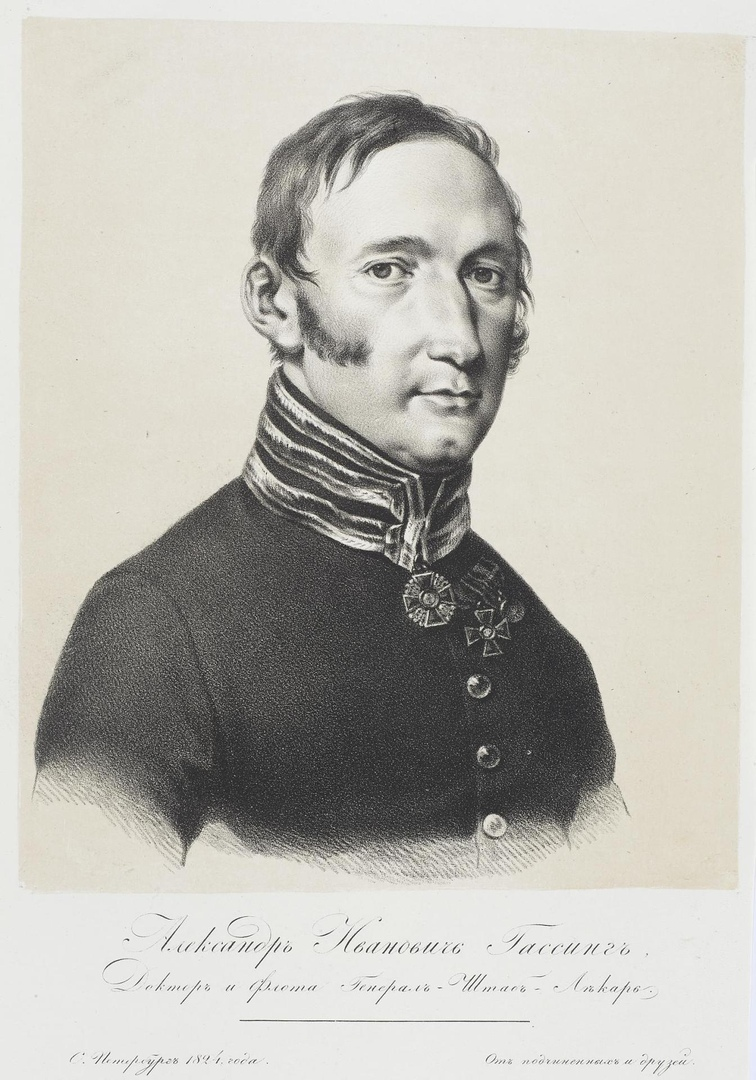
Портрет Александра Ивановича Гассинга работы Х. Ф. Редера, 1824 г.

- Боувер, Иван Васильевич — генерал-поручик, тайный советник, сенатор.
- Гассинг, Александр (Карл Эвальд Александр) Иванович — военный врач, адъюнкт-профессор Медико-хирургической академии
- Гладков, Иван Васильевич — генерал-лейтенант, Санкт-Петербургский полицмейстер
- Зайцев, Пантелеймон Александрович — прапорщик, советский генерал-майор, командир стрелкового корпуса
- Поливанов, Михаил Юрьевич — генерал-лейтенант
- Романовский, Иван Васильевич — русский врач, участник Севастопольской обороны
- Филисов, Павел Андреевич — генерал-майор, герой Отечественной войны 1812 года
- Цвиленев, Александр Иванович — генерал-лейтенант, участник Наполеоновских войн
- Чертков, Павел Васильевич — полковой священник, педагог, богослов
- Шварев, Николай Александрович — старший унтер-офицер, советский генерал-майор, заместитель командующего армией
- Яфимович, Михаил Матвеевич — генерал-лейтенант, дежурный генерал штаба гвардейского и гренадерского корпусов